# 489 (tal)
489 är det naturliga talet som följer 488 och som följs av 490.

## Inom vetenskapen
- 489 Comacina, en asteroid.

## Inom matematiken
- 489 är ett udda tal.
- 489 är ett sammansatt tal.
- 489 är ett semiprimtal.[1]
- 489 är ett oktaedertal.[1]
- 489 är ett lyckotal.